# Paul Draper
Paul Draper (1957) è un filosofo e educatore statunitense.
Noto per la sua attività nel campo della filosofia della religione, è attualmente professore alla Università Purdue.
Ha studiato alla University of California, laureandosi nel 1979; ha inoltre conseguito un M.A. nel 1982 e un Ph.D. nel 1985. Ha insegnato filosofia alla Florida International University dal 1987 al 2006, trasferendosi poi alla Università Purdue. Le sue ricerche filosofiche si concentrano sui problemi della filosofia della religione, e tratta spesso del problema del male, compreso l'argomento della selezione naturale che mette in forte dubbio la credenza in un Creatore onnipotente e moralmente buono.